# أبسدورف
أبسدورف (بالألمانية: Absdorf) هي بلدية في منطقة تولن في ولاية النمسا السفلى.